# Cothonaspis gracilis
Cothonaspis gracilis är en stekelart som beskrevs av Hartig 1841. Cothonaspis gracilis ingår i släktet Cothonaspis, och familjen glattsteklar. Arten är reproducerande i Sverige.